# San Pedro Chukuaxín
San Pedro Chukuaxín fue una localidad actualmente conurbada con la ciudad de Mérida en el municipio de Mérida en el estado de Yucatán localizado en el sureste de México. Hoy día es una hacienda restaurada.

## Toponimia
El nombre (San Pedro Chukuaxín) se refiere al apóstol Simón Pedro y chukuaxín es una palabra en idioma maya.

## Localización
La Hacienda San Pedro Chuchuaxín se encuentra ubicada en la colonia Chuminópolis de la Mérida, Yucatán.

## Infraestructura
Hoy día se conserva la casa principal y la noria.

## Hechos históricos
- En 1605, cuando el Deán de la Catedral de Mérida, Br. Don Leonardo González de Zequeira, la compró al tesorero Don Pedro Gómez y la legó en su testamento a  Thomé de Rúa y Baltazar Correa.
- En 1767 es abandonada por la expulsión de los jesuitas.
- A finales del siglo XIX es reconstruida por Eduardo González Gutiérrez.
- En 1902 es obsequiada al Dr. Martín Tritschler y Córdova.
- En 1914 es comprada por Bernardo Cano Castellanos,.
- En 1915 Salvador Alvarado la expropia para crear una escuela.
- En 1935 pertenece a Bernardo de J. Cano Mañé.
- Entre 1920 y 1930 funciona una escuela para profesores.
- Entre 1931 y 1933 funciona un asilo y hospital.
- En 1952 es comprada por Joaquín Acevedo Ruiz del Hoyo.
- En 1966 opera ahí un organismo religioso.

## Demografía
En 1910 según el INEGI, la población de la localidad era de 50 habitantes, de los cuales 50 eran hombre y 0 eran mujeres.
| 10                          | 50 |
| (Fuente: INEGI [Consultar]) |    |

## Galería

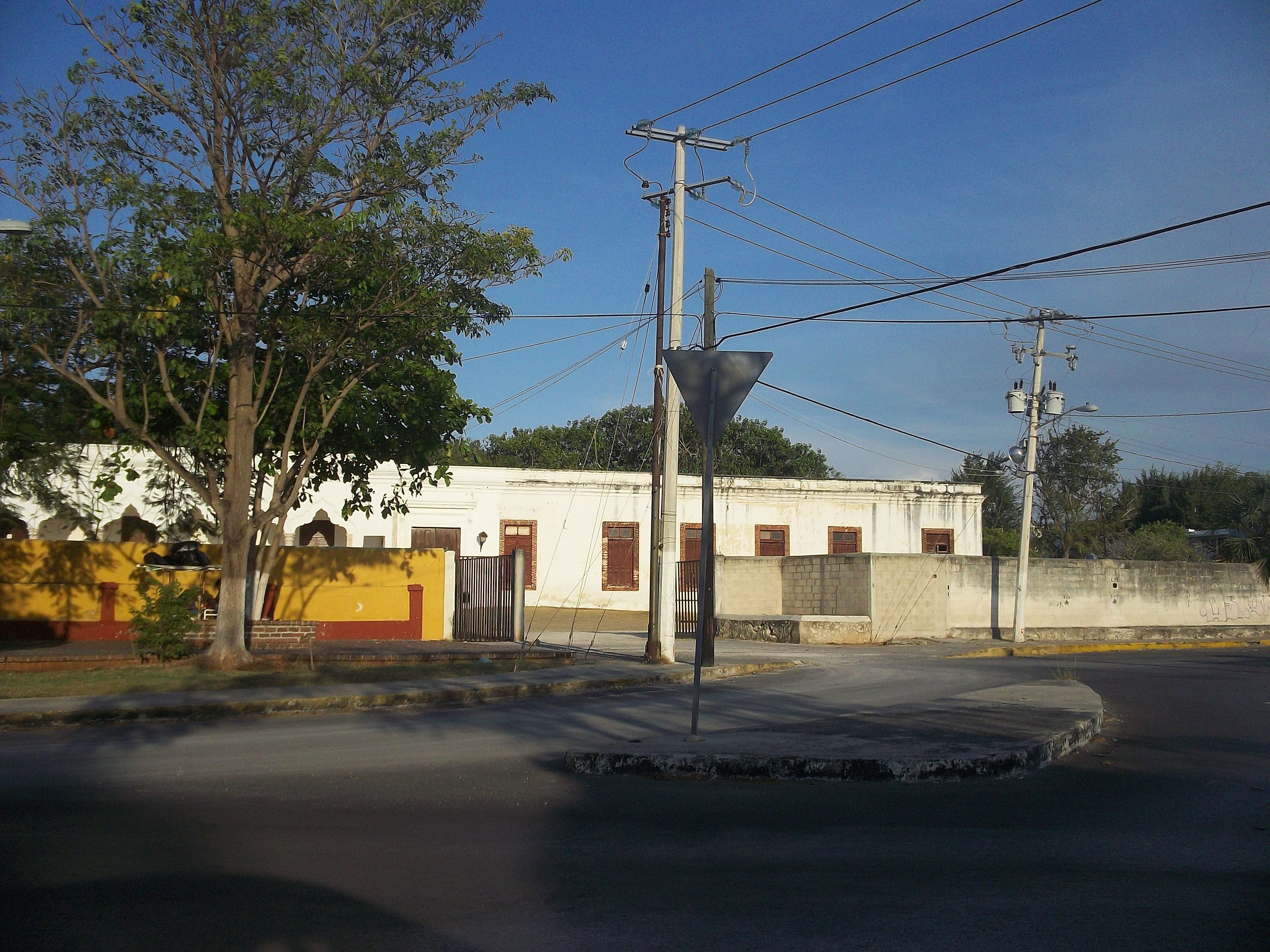
Entrada de la antigua hacienda.